# Montes Rook

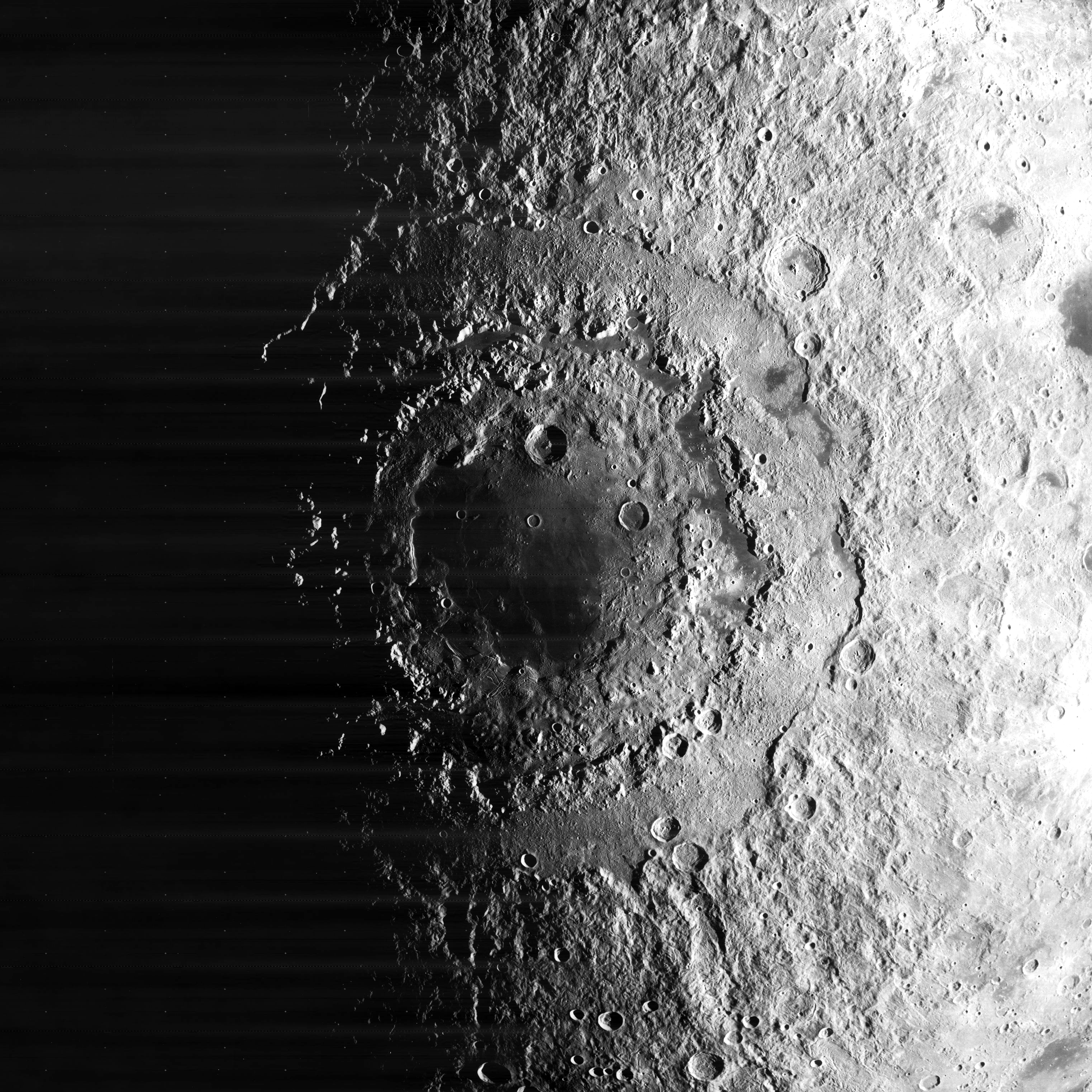
Fotografia de 1967 da cratera de impacto Mare Orientale feita pela Lunar Orbiter 4 da NASA

Montes Rook é uma cadeia de montanhas em forma de anel localizada ao longo do membro ocidental da Lua, cruzando para o lado oculto da Lua. Ele circunda completamente o Mare Orientale e faz parte de um enorme recurso da cratera de impacto. Esse alcance, por sua vez, é cercado pela maior Montes Cordillera, que é separada da Montes Rook por uma planície acidentada em forma de anel.
A Montes Rook é na verdade uma formação de anel duplo, às vezes dividida como "Rook externa" e "Rook interna", com diâmetros respectivos de 620 km e 480 km. O material escavado para formar a Montes Rook veio de uma camada máfica abaixo de uma zona anortosítica. Muitos dos picos neste anel são compostos de anortosito puro.
As coordenadas selenográficas dessa cordilheira são 20,6°S, 82,5°O e o diâmetro é de 791 km. A cordilheira recebeu o nome do astrônomo inglês Lawrence Rooke. Devido à sua localização, essa cordilheira é vista da borda da Terra e não há muitos detalhes sobre ela. No entanto, uma visão parcial da cordilheira pode ser obtida projetando uma imagem adquirida da Terra na superfície de um globo branco. Foi assim que William K. Hartmann e Gerard Kuiper descobriram a forma de anel de Montes Rook no início dos anos 60.
Várias crateras nomeadas estão na Montes Rook. Perto da borda externa do sudoeste estão as crateras Nicholson e Pettit. Kopff fica ao longo da borda interna leste, e Maunder no lado interno norte. Crateras menores incluem Lallemand ao nordeste, Shuleykin ao sul e Fryxell no oeste. Fora da vista da Terra, mesmo durante librações favoráveis, estão as crateras de Lowell, a noroeste, e Golitsyn, a oeste-sudoeste.